# Moritz (Sachsen)

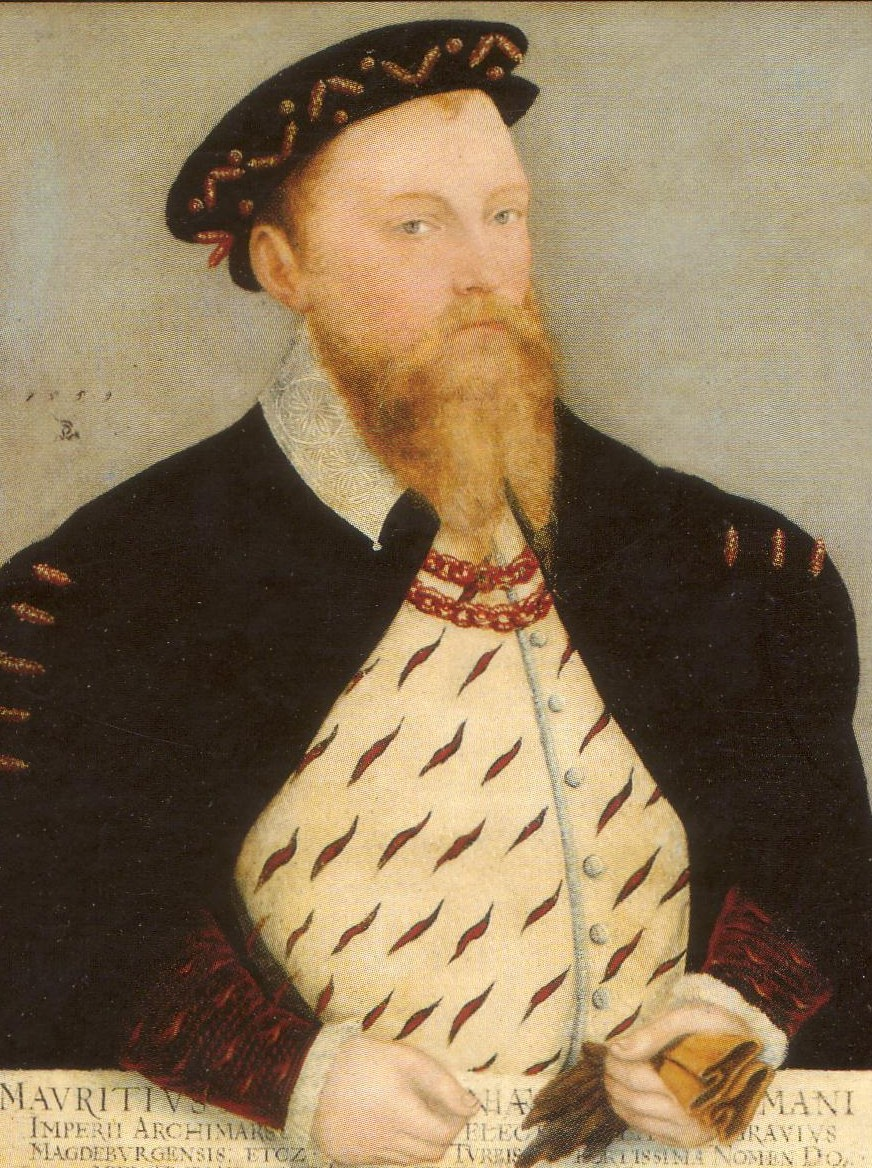
Lucas Cranach der Jüngere, Moritz von Sachsen (1559), Gemäldegalerie Alte Meister, Dresden

Moritz von Sachsen (* 21. März 1521 in Freiberg; † 11. Juli 1553 bei Sievershausen) war ein aus dem Hause der albertinischen Wettiner stammender Fürst. Er war ab 1541 Herzog des albertinischen Sachsens sowie von 1541 bis 1549 Herzog von Sagan und ab 1547 auch Kurfürst des Heiligen Römischen Reiches. Er war einer der wichtigsten Gegenspieler Kaiser Karls V. bei der Reformierung des Reiches.

## 1521–1541: Kindheit und Jugend

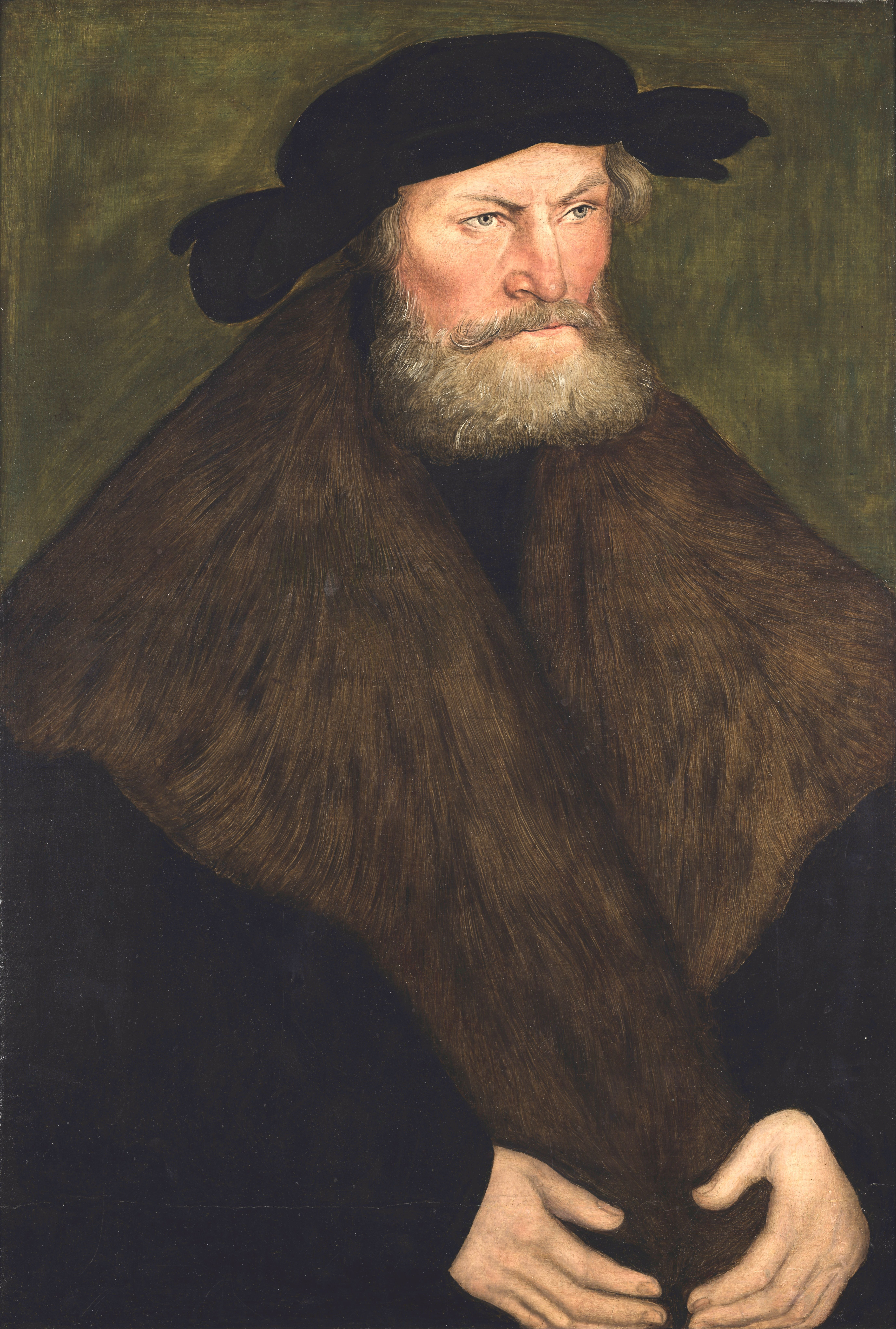
Herzog von Sachsen Heinrich der Fromme trat mit seinem Sohn 1536 zum Luthertum über, Porträt von Lucas Cranach dem Älteren

Moritz von Sachsen wurde am 21. März 1521 als Sohn des noch katholischen späteren Herzogs von Sachsen Heinrichs des Frommen und dessen protestantischer Frau Katharina von Mecklenburg geboren.
Im Alter von elf Jahren kam er im Dezember 1532 an den Hof seines Taufpaten Albrecht, Kardinal und Erzbischof von Magdeburg und Mainz. Zwei Jahre lang lernte Moritz dort das sinnenfrohe Leben des Kardinals kennen, was Moritz’ Onkel Georg den Bärtigen dazu brachte, die Ausbildung des späteren sächsischen Herzogs zu übernehmen und ihn katholisch zu erziehen. Nachdem 1536 Moritz’ Vater zum Protestantismus konvertiert war, nahmen dieser und seine Frau die Erziehung ihres Sohnes wieder in die Hand, und er wurde von dem Rochlitzer Pfarrer Martin Oberdörffer erzogen. Danach übergaben sie ihn zur weiteren Erziehung an seinen 18 Jahre älteren Vetter Johann Friedrich I., der in Torgau residierte, von Moritz aber verachtet wurde. Mit einem weiteren Vetter, dem Landgrafen Philipp von Hessen, den er in Dresden kennengelernt hatte, verband ihn hingegen zeitlebens eine Freundschaft.
Nachdem Moritz 1539 volljährig geworden war, begannen seine Eltern, eine Ehefrau für ihn zu suchen. Favoritin wurde Philipps Tochter Agnes. Die Heiratspläne drohten jedoch zu scheitern, als bekannt wurde, dass Philipp eine Doppelehe führte. Moritz blieb davon unbeeindruckt und verlobte sich ohne Wissen seiner Eltern mit Agnes. Die vor allem von seiner Mutter missbilligte Hochzeit fand am 11. Januar 1541 statt. Briefe aus jener Zeit zeugen von einem starken gegenseitigen Vertrauen des Paares. Zusammen hatten sie zwei Kinder: Anna von Sachsen, geboren am 23. Dezember 1544, und Albrecht, geboren am 28. November 1545, der ein Jahr später starb.

## 1541–1542: Wurzener Fehde

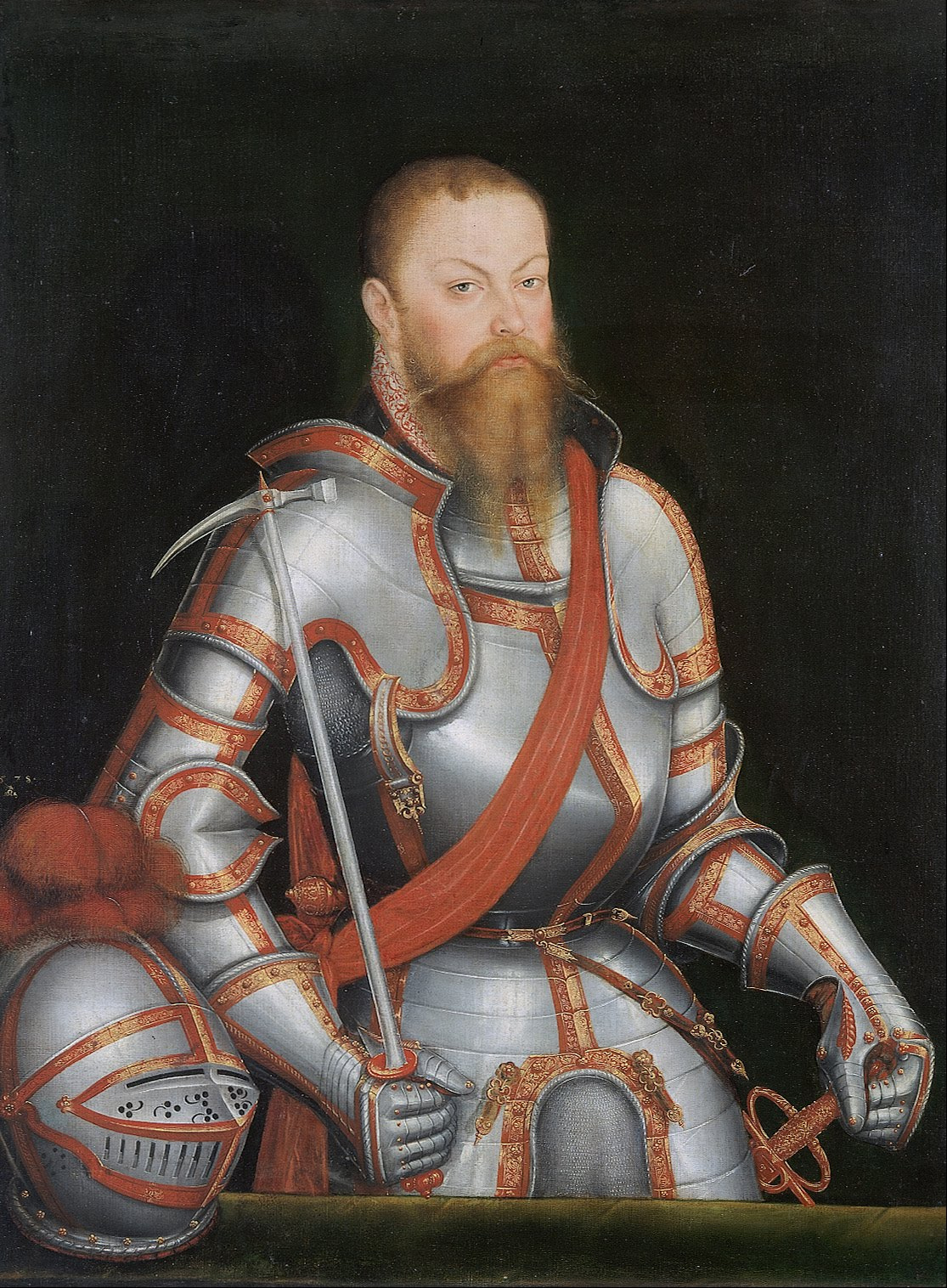
Lucas Cranach d. J.: Moritz von Sachsen in Rüstung (1578)

Im August 1541 starb Moritz’ Vater, was ihn selbst zum Herzog des albertinischen Sachsen machte. Er ersetzte gleich zu Beginn die meisten der Räte, die gegen seine Heirat mit Agnes gewesen waren. Der Rat Georg von Carlowitz riet Moritz, sich mit Kaiser Karl V. und dessen Bruder, dem Römischen König Ferdinand und zugleich sein Nachbar als böhmischer König, möglichst gutzustellen, um den Fortgang der protestantischen Bewegung nicht zu gefährden. So nahm er einerseits an Karls V. Feldzügen gegen die Türken und Franzosen teil, konfiszierte aber andererseits katholisches Kirchengut und eignete sich so enormen Besitz an.
Gegenüber dem 1531 gegründeten protestantischen Schmalkaldischen Bund wahrte Moritz zunächst Distanz, obwohl Landgraf Philipp von Hessen, sein Freund und Schwiegervater, den Bund anführte. Als Hauptgrund für diese Ablehnung wird allgemein die Mitgliedschaft seines ihm verhassten ernestinischen Vettern 2. Grades Johann Friedrich I. betrachtet. In der Karwoche 1542 kam es zwischen diesen beiden im Verlauf der Wurzener Fehde (auch „Wurzener Fladenkrieg“) fast zu einem Bruderkrieg, weil Johann Friedrich das gemeinsam verwaltete „Wurzener Land“ besetzte. Dem vorausgegangen war ein Streit zwischen Moritz und Johann Friedrich über die Verwendung der Steuergelder dieses Gebiets. Den drohenden Waffengang verhinderte die Vermittlung Philipps und Martin Luthers.

## 1543: Gründung von drei Landesschulen
Im Jahr 1543 setzte Moritz einen Rat von Georg von Carlowitz, den dieser ihm 1537 gegeben hatte, in die Tat um: Er erließ am 21. Mai 1543 die „Neue Landesordnung“, mit der im Abschnitt Von dreyen neuen Schulen die dauerhafte Grundlage für die Fürsten- und Landesschulen Schulpforta (1543, 100 Plätze) bei Naumburg, St. Afra (1543, 60 Plätze) in Meißen und – nach dem Veto des Bischofs von Merseburg gegen eine solche Schulgründung in seiner Stadt – St. Augustin (1550, 70 Plätze) in Grimma geschaffen wurde. Finanziert wurden die Gründungen aus dem Vermögen aufgelöster Klöster. Aus diesen Einrichtungen gingen bis 1945 in St. Afra und in St. Augustin jeweils mehr als 8.000 sehr gut ausgebildete Schul-Absolventen hervor (für Pforta, das ab 1815 preußisch wurde, dürfte es eine ähnliche Anzahl gewesen sein), die nach ihrem Universitäts-Studium optimal auf ihre Aufgaben in Verwaltung, Kirche, Wissenschaft, Militär und Regierung vorbereitet gewesen sind (dies zeigt sich auch an den langen Listen berühmter einstiger Schüler dieser Schulen in den jeweiligen Wikipedia-Einträgen).
Dieses „sächsische Landes- und Fürstenschul-Modell“ erwies sich als so erfolgreich, dass es bald Nachahmer fand: So entstanden nach dem Vorbild dieser drei Schulen beispielsweise die Fürstenschule Schwerin, gegründet 1553 von Herzog Johann Albrecht I., die Fürstenschule Heilsbronn, 1582 gegründet von Markgraf Georg Friedrich an der Stelle eines 1578 geschlossenen Klosters, das Joachimsthalsche Gymnasium, gegründet 1607 in Joachimsthal in Brandenburg unter Kurfürst Joachim Friedrich, und die Fürstenschule Neustadt (Hochfürstlich Brandenburgisch-Culmbachische Teutsche und Lateinische Stadtschule).

## 1546–1551: Schmalkaldischer Krieg und Geharnischter Reichstag

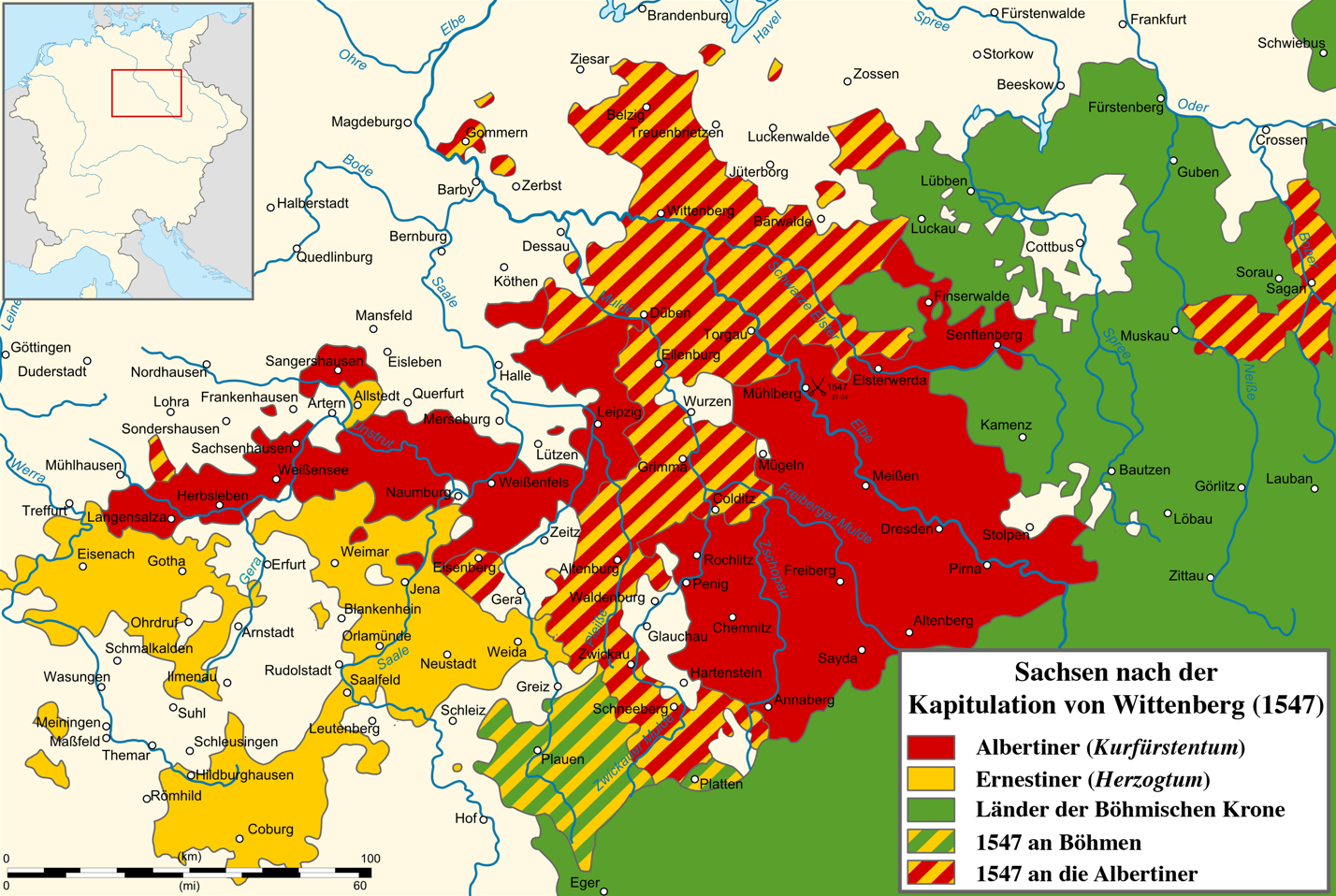
Gebietsänderungen im Zuge der Wittenberger Kapitulation von 1547

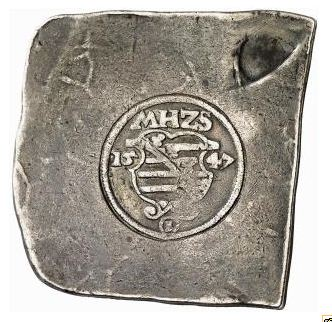
Herzog Moritz, Leipziger Belagerungsmünze von 1547

Aufgrund der Übergriffe des Schmalkaldischen Bundes gegen Braunschweig-Wolfenbüttel verhängte Kaiser Karl V. am 19. Juli 1546 die Reichsacht über Kurfürst Johann Friedrich I. Bei erfolgreicher Vollstreckung wurde Moritz vom Kaiser die Kurfürstenwürde in Aussicht gestellt. Moritz zögerte lange, da von dieser Strafaktion auch sein Schwiegervater Philipp von Hessen betroffen gewesen wäre. Aber als der Bruder des Kaisers, Ferdinand I., selbst einen Feldzug gegen Kursachsen beginnen wollte, musste er ihm zuvorkommen, um gegenüber den Habsburgern nicht die Initiative in seinen eigenen Ländern zu verlieren.
Nach anfänglichen Erfolgen – er besetzte fast kampflos Kursachsen – geriet Moritz mit seinem Heer in Bedrängnis durch den Schmalkaldischen Bund und wich Richtung Böhmen aus. In der entscheidenden Schlacht bei Mühlberg an der Elbe konnten der Kaiser und sein Bruder Ferdinand I. sowie Moritz den Schmalkaldischen Bund mit der Gefangennahme Philipps und Johann Friedrichs I. besiegen. Laut zeitgenössischen Chronisten passierte dies alles an einem Tag, dem 24. April 1547. Um seiner Enthauptung zu entgehen, verzichtete Johann Friedrich in der Wittenberger Kapitulation zugunsten von Moritz auf seine Kurfürstenwürde und einen Großteil seines Territoriums. Alle bis dahin in Betrieb gewesenen Münzstätten kamen in seinen alleinigen Besitz. Die zwischen den ernestinischen und albertinischen Fürsten bestandene Münzgemeinschaft wurde beendet. Moritz münzte nunmehr unter seinem alleinigen Namen in seinen Münzstätten Annaberg, Freiberg und Schneeberg. Die Buchholzer Münze vereinigte er mit der Annaberger Münze und beendete den Münzbetrieb in Buchholz. Die unter Moritz vorgenommene Münztrennung zwischen den beiden sächsischen Linien war endgültig.
Herzog Moritz von Sachsen wurde bereits kurz nach der Schlacht am 4. Juni 1547 im kaiserlichen Feldlager nahe dem Hofgestüt Bleesern, südlich von Wittenberg, zum Kurfürsten von Sachsen erhoben. Die offizielle Ernennung erfolgte später, aber zu einem hohen Preis: Er hatte die evangelische Sache verraten und seinen Schwiegervater Philipp in eine aussichtslose Lage gebracht. Moritz sicherte ihm zu, dass er nicht eingekerkert werden würde, wenn er sich dem Kaiser ergebe. Tatsächlich aber wurde Philipp in Haft genommen und außer Landes gebracht, nachdem er sich vor Karl V. auf die Knie geworfen hatte.
Der nach diesen Vorfällen von seinen Landsleuten als „Judas von Meißen“ beschimpfte Moritz war vom Kaiser zutiefst enttäuscht, verbarg jedoch seine Haltung ihm gegenüber bis zum „geharnischten Reichstag zu Augsburg“ am 25. Februar 1548, auf dem die Zeremonie zur Erhebung Moritz’ zum Kurfürsten von Sachsen stattfand. Auf diesem Reichstag hoffte Karl V., die Glaubensspaltung im Reich durch das Augsburger Interim beenden zu können.

## 1552–1553: Fürstenaufstand und Passauer Vertrag

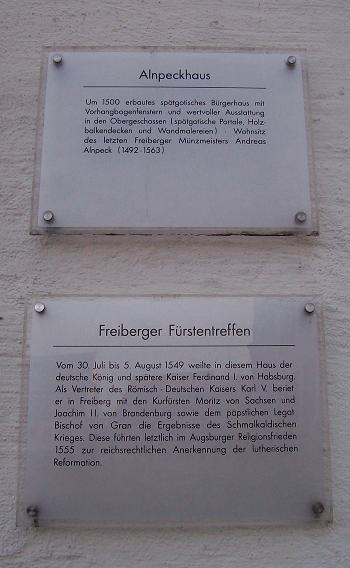
Hinweistafel zum Fürstentreffen von 1549 in Freiberg

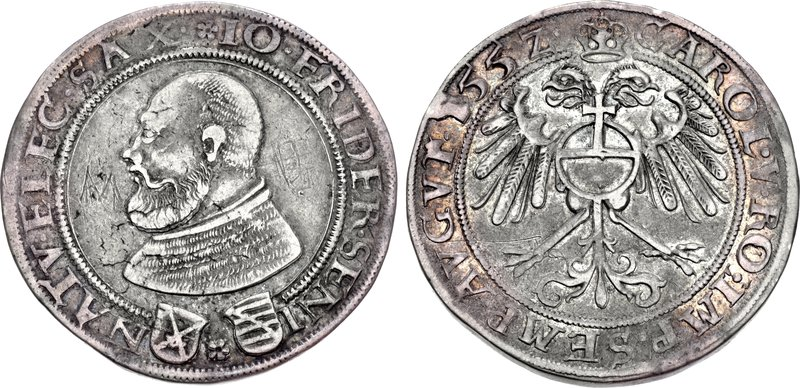
Taler Johann Friedrichs des Großmütigen nach seiner Gefangenschaft von 1552. Die Freilassung erfolgte, weil Moritz sich im Fürstenaufstand gegen den Kaiser wandte und ihn militärisch in Bedrängnis brachte.

Moritz, bisher eher auf Sicherheit und Rückhalt bedacht, trat zunehmend in die Offensivoption gegen den Kaiser. Er suchte die Annäherung an die evangelischen Fürsten in Norddeutschland, vor allem an Markgraf Johann von Brandenburg-Küstrin, Herzog Albrecht von Preußen und Herzog Johann Albrecht von Mecklenburg, die sich im Königsberger Bund gegenseitige Hilfe zum Schutz der evangelischen Religion zugesagt hatten. Als besonderer Schachzug erwies sich Moritz’ Taktieren mit der Stadt Magdeburg, die sich in der Reichsacht befand, weil sie sich dem Kaiser nicht unterwerfen wollte. Die freie Reichsstadt Magdeburg verweigerte, trotz der Verhandlungen im Zuge des Westerhausischen Abschieds, dem Interim die Zustimmung. Moritz wurde vom Kaiser mit der Führung der Belagerung Magdeburgs betraut. Er übernahm das vor Magdeburg liegende Heer und belagerte, auf Kosten des Kaisers, die Stadt. Dabei gelang es ihm den Befehl des Kaisers in einer solchen Weise auszuführen, dass es zu einer gewaltlosen, vertraglichen Regelung mit der Stadt Magdeburg kam, indem er durch geheime Zusagen an den Magdeburger Magistrat die kampflose Kapitulation der belagerten Stadt erreichte. Danach wandte er sich gegen den Kaiser und verbündete sich mit dessen Feinden.
Mit den Belagerungstruppen unter seinem Befehl und einem entschlossenen Verhandlungsgeschick schuf sich Moritz die machtpolitische und militärische Basis, um an die Spitze der gegen den Kaiser opponierenden evangelischen Fürsten zu treten.
Im Vertrag von Chambord mit dem französischen König Heinrich II. vom Januar 1552 versprach Heinrich ihm Geld und Waffenbeistand für einen Feldzug gegen Karl V. Als Gegenleistung sollte Heinrich vier Grenzstädte des Heiligen Römischen Reiches (Metz, Toul, Verdun und Cambrai) sowie ihre Bistümer bekommen, obwohl Moritz gar kein Recht hatte, über sie zu verfügen.
Im März desselben Jahres begannen König Heinrich, Kurfürst Moritz, der sich damit an die Spitze der protestantischen Fürstenopposition gegen den Kaiser stellte, und weitere protestantische Fürsten den „Fürstenaufstand“. Sie eroberten schnell die kaisertreuen Städte im Süden des Reichs, während Heinrich bis zum Rhein vorstieß und die ihm versprochenen Städte besetzte. Der von dem Angriff überraschte Kaiser floh über die Alpen ins Kärntener Villach. Angesichts dieses Erfolgs kündigte Moritz sein Bündnis mit Heinrich II. und handelte mit Karls Bruder König Ferdinand I. einen Vertrag aus, dem Karl widerwillig zustimmte. Dieser Vertrag zu Passau von 1552 war ein Vorläufer des Augsburger Religionsfriedens von 1555, in dem die Lutheraner rechtlich anerkannt wurden. Zudem wurden seine ehemaligen Gegner im Schmalkaldischen Krieg, die mit ihm verwandten Johann Friedrich I. von Sachsen und Landgraf Philipp von Hessen, freigelassen.
Als Moritz nach den Verhandlungen um den Passauer Vertrag nach Sachsen zurückkehrte, galt er hier nicht mehr als „Judas“, vielmehr erwiesen ihm Protestanten und Katholiken gleichermaßen Respekt. Auch der Kaiser ermahnte ihn in Briefen, an seiner statt für Frieden im Reich zu sorgen. Durch sein Verhalten im „Fürstenaufstand“ zerbrach allerdings die Freundschaft mit dem Kaisersohn und spanischen Thronfolger Philipp, die 1549 bei dessen Deutschlandreise entstanden war, auf der ihn Moritz begleitet hatte. Philipp wandte sich schwer enttäuscht von dem „Verräter“ ab und erlitt ein ernstes persönliches Trauma, das die Sicht des späteren Herrschers der damaligen katholischen Weltmacht Spanien auf Deutschland und die Protestanten nachhaltig prägte.
Markgraf Albrecht Alcibiades von Brandenburg-Kulmbach eroberte bald nach Moritz’ Rückkehr die Bistümer Würzburg und Bamberg, wie es elf Jahre zuvor Johann Friedrich I. getan hatte. Dies markiert den Beginn des Zweiten Markgrafenkriegs, der erst mit dem Augsburger Religionsfrieden von 1555 endete.

## Tod und Begräbnis

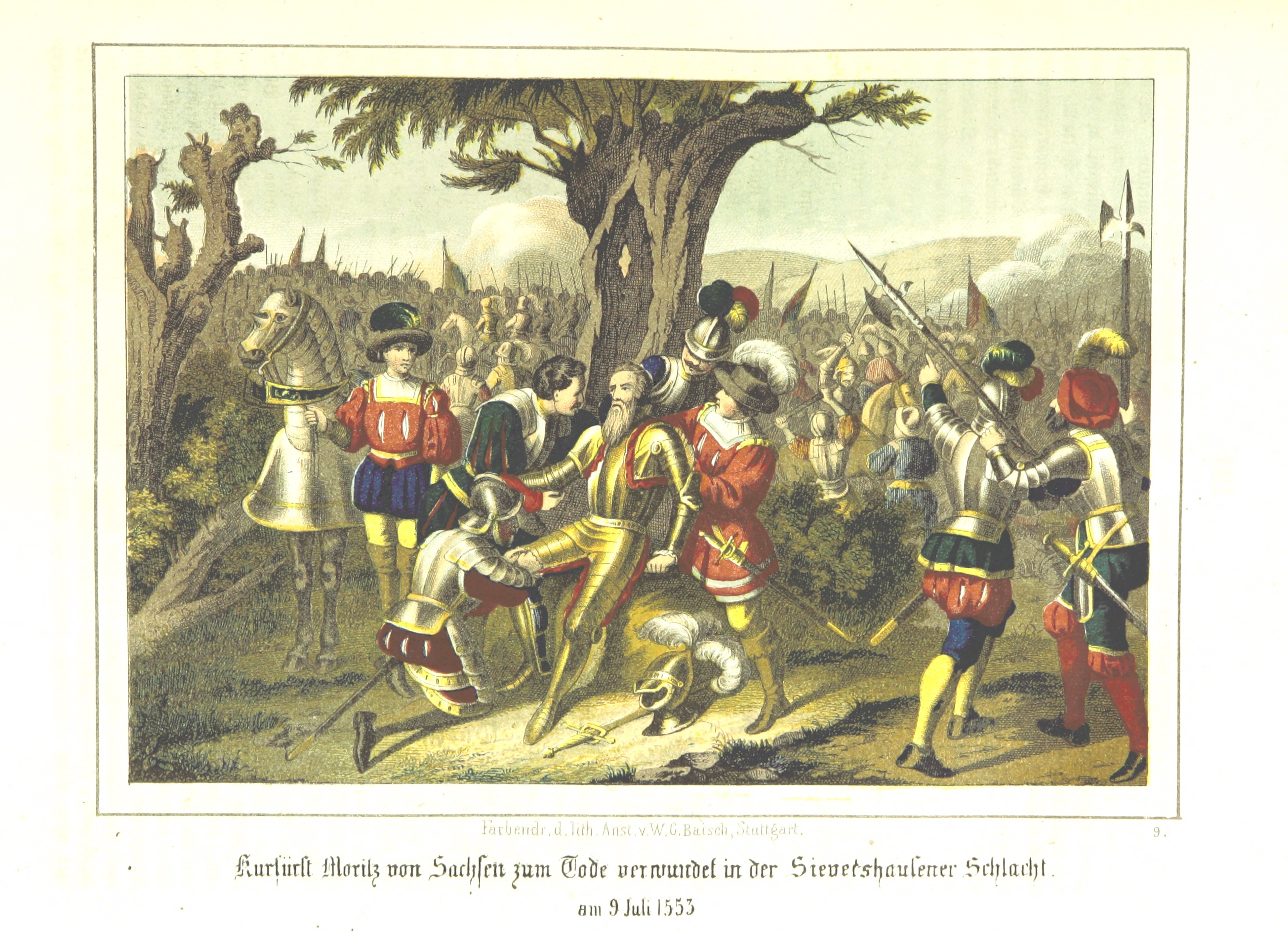
Kurfürst Moritz in der Sievershausener Schlacht tödlich verwundet

Albrecht Alcibiades war ein ehemaliger Verbündeter von Moritz, der im Schmalkaldischen Krieg auf seiner Seite gekämpft und Ende 1552 erfolgreich zwischen ihm und dem französischen König Heinrich II. vermittelt hatte. Nun aber brachte Moritz ein Fürstenbündnis, unter anderem mit Ferdinand I., gegen Albrecht Alcibiades zustande. Am 9. Juli 1553 kam es zur Schlacht bei Sievershausen nahe Lehrte, die Moritz zwar gewann, in deren Verlauf er aber durch einen Schuss in den Unterleib von hinten so schwer verletzt wurde, dass er zwei Tage später noch im Feldlager an dessen Folgen starb. Er wurde nur 32 Jahre alt.
Moritz’ Leichnam wurde in seine Heimat Sachsen überführt, Herz und Eingeweide wurden jedoch in der Kirche von Sievershausen bestattet. An seinem erhalten gebliebenen Harnisch, der nach einer 46-jährigen Auslagerung seit 2010 wieder in der Begräbniskapelle des Domes zu Freiberg auf einer hölzernen Figurine zu sehen ist, lässt sich das Einschussloch in Hüfthöhe gut erkennen.

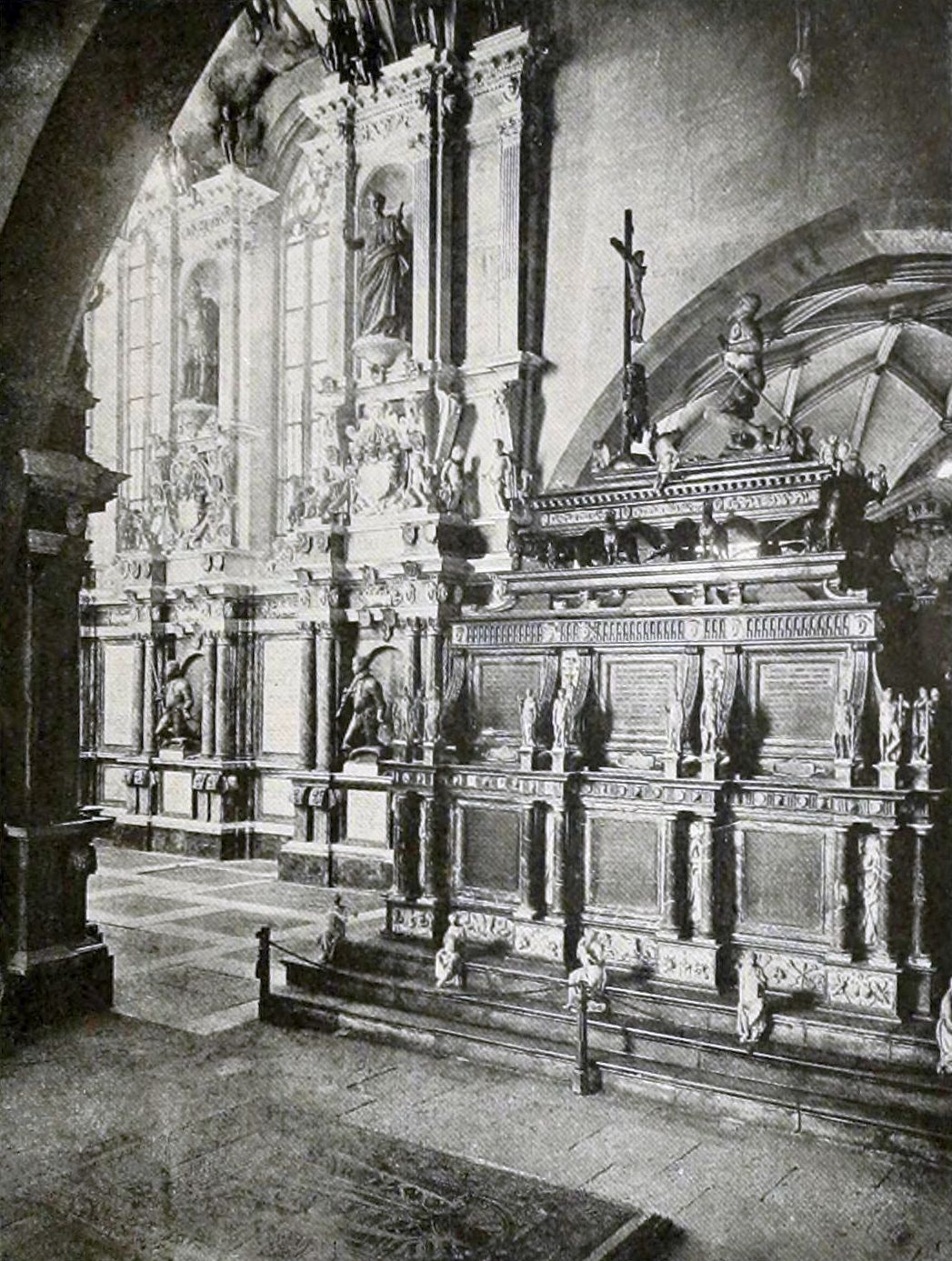
Kenotaph im Freiberger Dom (um 1910)

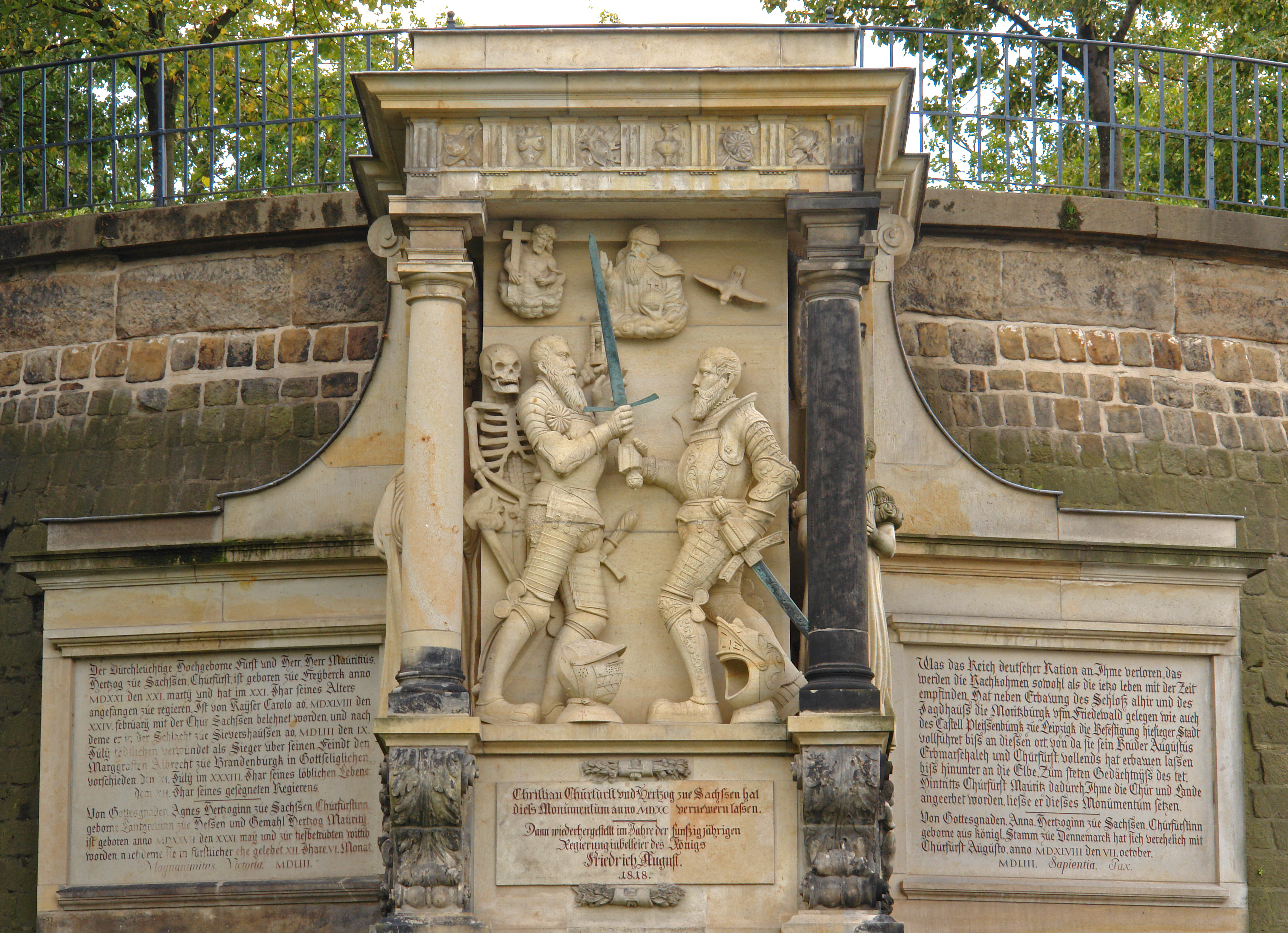
Moritzmonument in Dresden

Seine letzte Ruhestätte fand Moritz als erster protestantischer Wettiner der Albertinischen Linie in der fürstlichen Begräbniskapelle im Dom zu Freiberg, in der 1563 ein prunkvolles Renaissance-Kenotaph, das Moritzmonument, aus belgischem Marmor und Alabaster errichtet wurde. Es wurde um 1560/62 vom Bildhauer Antonius van Zerroen aus Antwerpen – als Subunternehmer des Goldschmieds Hans Wessel – nach einem Entwurf von Benedetto Tola aus Brescia von 1555 geschaffen. Es ist eines der frühesten Renaissancefreigräber Sachsens und gehört zu den bedeutendsten in Europa.
In Sievershausen wurde 1853, 300 Jahre nach der Schlacht, am Ort seiner Verwundung ihm zu Ehren ein Denkmal errichtet. Der 7,5 Tonnen schwere Granitstein stammt aus Moritz’ Heimat Sachsen.
Da Moritz keinen männlichen Erben hinterließ, trat sein Bruder August die Nachfolge an. Er errichtete für Moritz kurz nach dessen Tod an der Hasenbastei, einem Teil der Dresdner Befestigungsanlagen, ein weiteres Moritzmonument, das erste historische Denkmal Sachsens. August führte auch den repräsentativen Umbau des Dresdner Residenzschlosses fort, den Moritz kurz nach Übernahme der Kurwürde 1548 begonnen und wozu er bedeutende italienische Künstler nach Dresden geholt hatte. Mit seinem Namen bleibt auch das Schloss Moritzburg verbunden, welches er 1542–1546 als Jagdschloss erbaute, ebenso wie er die Burgen Klippenstein in Radeberg (1543 – 1546) und Wildeck in Zschopau (1545 – 1547) zu Jagdschlössern im Renaissancestil umbauen ließ. Auch die 1551–1554 errichtete Leipziger Moritzbastei ist nach ihm benannt.

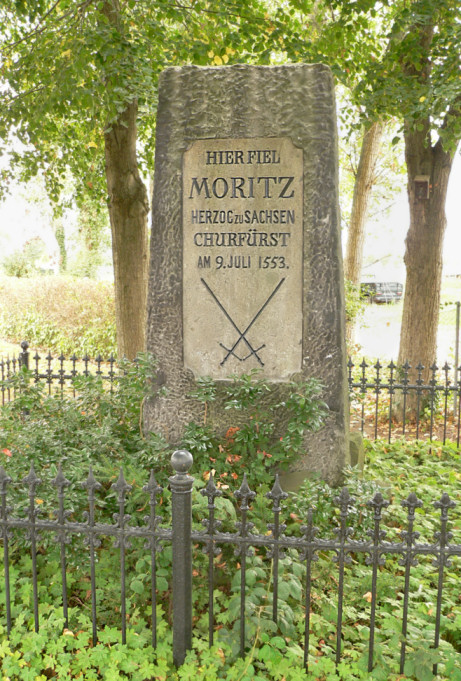
Gedenkstätte von 1853 am Ort der Schlacht bei Sievershausen
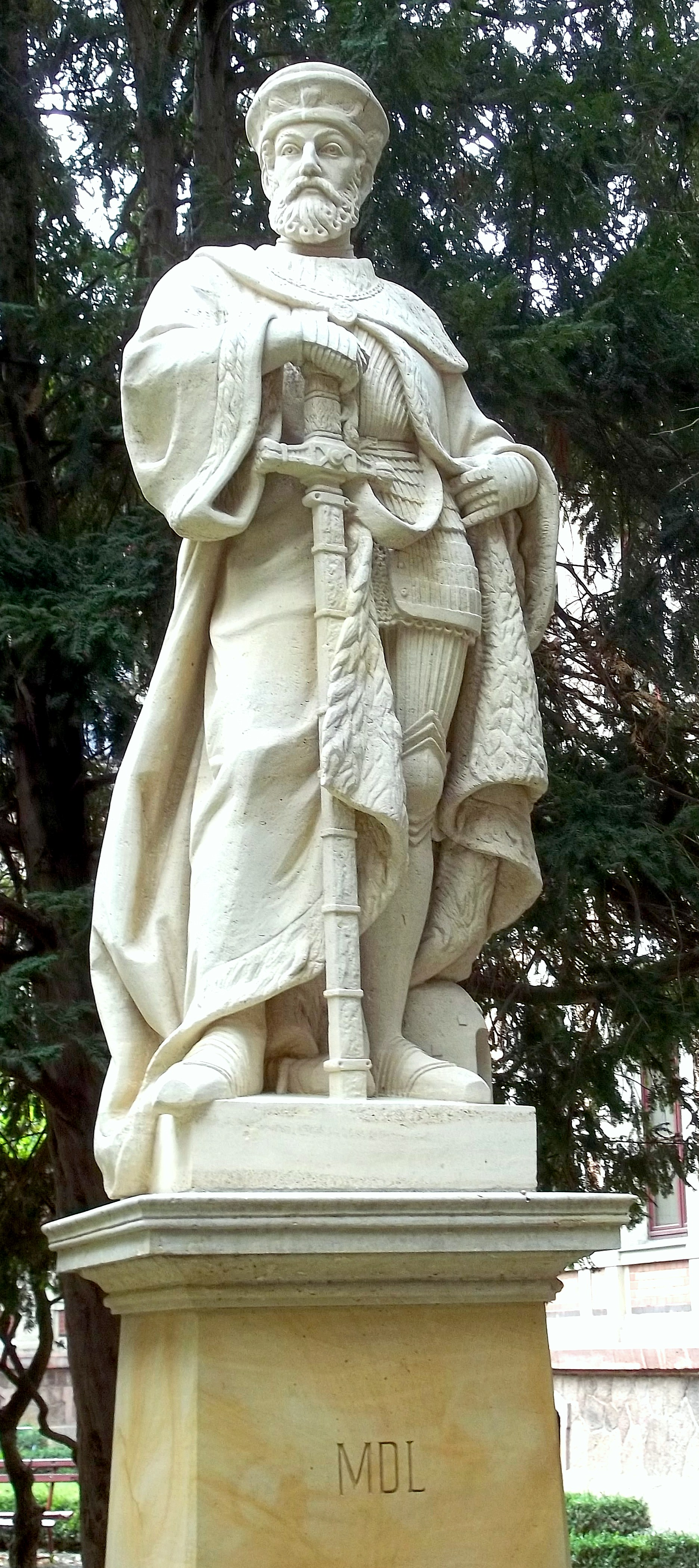
Herzog-Moritz-Statue im Hof des Gymnasiums in Grimma

Das heutige Gymnasium St. Augustin in Grimma erinnert an seinen Schulgründer Moritz von Sachsen auf zweierlei Weise: Im Innenhof steht wieder an traditioneller Stelle eine nach historischem Vorbild erschaffene Statue, und in der Aula hängt – umringt von zehn historischen Rektoren-Gemälden – ein großformatiges Porträt.

## Bedeutung
Der frühe Tod Moritzs veränderte erneut das politische Kräftegefüge im Reich. Das im Kampf gegen den Kaiser Erreichte war jedoch nicht mehr umkehrbar. Die pragmatische Politik Moritz’ verhinderte die universal-absolutistischen Pläne Karls V. in dessen Idee einer Universalmonarchie und bereitete einen Ausgleich in der Religions- und Verfassungsfrage vor, durch die sich die Territorien zu frühmodernen Staaten innerhalb des Reiches entwickeln konnten. Moritz von Sachsen prägte damit die nachfolgende Reichsordnung, die trotz fundamentaler Probleme des Dreißigjährigen Krieges bis 1806 dauern sollte.

## Vorfahren
| Ahnentafel Moritz von Sachsen | Ahnentafel Moritz von Sachsen                                                                        | Ahnentafel Moritz von Sachsen                                                       | Ahnentafel Moritz von Sachsen                                                       | Ahnentafel Moritz von Sachsen                                                       | Ahnentafel Moritz von Sachsen                                                                   | Ahnentafel Moritz von Sachsen                                                              | Ahnentafel Moritz von Sachsen                                                       | Ahnentafel Moritz von Sachsen                                                       |
| ----------------------------- | --- | ----------------------------------------------------------------------------------- | ----------------------------------------------------------------------------------- | ----------------------------------------------------------------------------------- | ----------------------------------------------------------------------------------------------- | ------------------------------------------------------------------------------------------ | ----------------------------------------------------------------------------------- | ----------------------------------------------------------------------------------- |
| Ururgroßeltern                | Kurfürst Friedrich I. von Sachsen (1370–1428) ⚭ 1402 Katharina von Braunschweig-Lüneburg (1395–1442) | Herzog Ernst der Eiserne (1377–1424) ⚭ 1412 Cimburgis von Masowien (1394/97–1429)   | Viktorin von Podiebrad (1403–1427) Anna von Wartenberg (1403–1427)                  | Smil von Sternberg (–1431) Barbara von Pardubitz (–1433)                            | Herzog Johann IV. zu Mecklenburg (1370–1422) ⚭ 1416 Katharina von Sachsen-Lauenburg (1400–1450) | Kurfürst Friedrich I. von Brandenburg (1371–1440) ⚭ 1401 Elisabeth von Bayern (1383–1442)  | Wartislaw IX. (1400–1457) ⚭ 1420 Sophia von Braunschweig-Lüneburg (–1462)           | Herzog Bogislaw IX. (um 1407/1410–1446) ⚭ 1432 Maria von Masowien (um 1410–1454)    |
| Urgroßeltern                  | Kurfürst Friedrich II. (1412–1464) ⚭ 1431 Margaretha von Österreich (1416–1486)                      | Kurfürst Friedrich II. (1412–1464) ⚭ 1431 Margaretha von Österreich (1416–1486)     | König Georg von Podiebrad (1420–1471) ⚭ 1441 Kunigunde von Sternberg (1425–1449)    | König Georg von Podiebrad (1420–1471) ⚭ 1441 Kunigunde von Sternberg (1425–1449)    | Herzog Heinrich IV. zu Mecklenburg (1417–1477) ⚭ 1432 Dorothea von Brandenburg (1420–1491)      | Herzog Heinrich IV. zu Mecklenburg (1417–1477) ⚭ 1432 Dorothea von Brandenburg (1420–1491) | Erich II. von Pommern-Wolgast (1425–1474) ⚭ 1451 Sophia von Pommern-Stolp           | Erich II. von Pommern-Wolgast (1425–1474) ⚭ 1451 Sophia von Pommern-Stolp           |
| Großeltern                    | Herzog Albrecht der Beherzte (1443–1500) ⚭ 1464 Sidonie von Böhmen (1449–1510)                       | Herzog Albrecht der Beherzte (1443–1500) ⚭ 1464 Sidonie von Böhmen (1449–1510)      | Herzog Albrecht der Beherzte (1443–1500) ⚭ 1464 Sidonie von Böhmen (1449–1510)      | Herzog Albrecht der Beherzte (1443–1500) ⚭ 1464 Sidonie von Böhmen (1449–1510)      | Herzog Magnus II. (1441–1503) ⚭ 1478 Sophie von Pommern (1460–1504)                             | Herzog Magnus II. (1441–1503) ⚭ 1478 Sophie von Pommern (1460–1504)                        | Herzog Magnus II. (1441–1503) ⚭ 1478 Sophie von Pommern (1460–1504)                 | Herzog Magnus II. (1441–1503) ⚭ 1478 Sophie von Pommern (1460–1504)                 |
| Eltern                        | Herzog Heinrich der Fromme (1473–1541) ⚭ 1512 Katharina von Mecklenburg (1487–1561)                  | Herzog Heinrich der Fromme (1473–1541) ⚭ 1512 Katharina von Mecklenburg (1487–1561) | Herzog Heinrich der Fromme (1473–1541) ⚭ 1512 Katharina von Mecklenburg (1487–1561) | Herzog Heinrich der Fromme (1473–1541) ⚭ 1512 Katharina von Mecklenburg (1487–1561) | Herzog Heinrich der Fromme (1473–1541) ⚭ 1512 Katharina von Mecklenburg (1487–1561)             | Herzog Heinrich der Fromme (1473–1541) ⚭ 1512 Katharina von Mecklenburg (1487–1561)        | Herzog Heinrich der Fromme (1473–1541) ⚭ 1512 Katharina von Mecklenburg (1487–1561) | Herzog Heinrich der Fromme (1473–1541) ⚭ 1512 Katharina von Mecklenburg (1487–1561) |
| Moritz von Sachsen            | |                                                                                     |                                                                                     |                                                                                     |                                                                                                 |                                                                                            |                                                                                     |                                                                                     |